# Tor-la-ribera
Tor-la-ribera (en castellà, Torre la Ribera) és un municipi de la Baixa Ribagorça, estès sota els peus del massís d'El Turbó (2 556 m) fins a la Vall de l'Isàvena. Està situat a 1.085 metres d'altitud. La superfície municipal és de 31,9 km², i la distància a Osca arriba als 120 quilòmetres. La població actual és de 113 habitants.
Està dividit en dos barris: el de l'església i el de baix, sent aquest el de major població. L'any 1834 va formar ajuntament amb Sant Aventí, i en 1.845 es va unir a Vilacarle. A primers de 1.860 va reemplaçar a Vilacarle com a capçalera del municipi, i després també se li van unir Les Viles del Turbó, Visalibons i Brallans.

## El terme
Comprèn la vall de la ribera de Vilacarle, des de la capçalera al massís del Turbó, gairebé fins a la confluència amb l'Isàvena, per la dreta d'aquest riu, ja dins el municipi proper de Beranui. La susdita vall de Vilacarle és encerclada també pel port de les Ares (2 012 m), al límit amb Espés i Beranui, pel coll de Raters (1 830 m) i el de la Plana del Tosal (1 718 m), ambdós al termenal amb el darrer municipi citat; a ponent, pel mateix Turbó (al límit amb la Vall de Bardaixí i amb la La Vall de Lierp i pel pic d'Esvenegàs (1 305 m). El terme comprén el curs de la riba de Vilacarle i el curs alt inferior del seu afluent per la dreta el torrent de la Vall, que en el curs mitjà discorre pel terme, veí, de la vall de Lierp. Per un petit tram a llevant, el terme arriba fins al curs de l'Isàvena. Al centre aproximat del terme es destaca el Montet (1 365 m); un altre pic és el de Sant Sadurní (1 163 m), més a migdia, i encara un altre, el pui de Casiasses (986 m), a l'interfluvi de l'Isàvena i la riba de Vilacarle. El terme comprèn el cap de municipi, els pobles de Vilacarle i de les Viles de Turbó, el llogarret de Visalibons i els despoblats de Brallans, Cercuran, Magarrofes, Santanulla, Sant Aventí i les Cases de Torlarribera. La carretera local que segueix l'Isàvena i duu a la La Pobla de Roda és un dels eixos de comunicació: s'hi accedeix per un camí fins a les Viles de Turbó.

## Economia
Les terres ermes ocupen el 16% del terme; el conreu el 33%, i els pasturatges, amb algunes prades naturals de secà, el 6%. A la resta hi ha força bosc (25%), però predomina el matollar. Un 20% del terme són terrenys comunals del municipi. El conradís en relació amb els béns privats es representa el 25% i el 90% en la seva estructura interna. La grandària mitjana de les explotacions és de 93 ha. Un 95% de les terres són conreades pels propietaris i un 1,1% en arrendament. Els cereals ocupen gairebé totes les terres llaurades, on el blat (40%) és avantatjat per l'ordi (60%). La ramaderia principal és de bestiar oví: prop de 1.200 caps en 8 explotacions de més de 100 caps cadascuna (només una fa transhumància d'estiu). Hi ha 100 caps i escacs de boví, repartits en 10 petites explotacions, dedicades a la producció de llet per la diposit de recollida de Campo. El cabrum va desaparèixer del tot als anys 1970 hi ha una dotzena d'explotacions dedicades a la producció del porcí, amb una cinquantena de truges. L'única indústria existent s'ha desenvolupat entorn de l'estació termal de les Viles de Turbó. Dins la rodalia de la Pobla de Roda, el mercat agrícola es divideix entre Graus i Campo.
El municipi està inclòs a la ZEPA.

## Elpoble
El poble cap del municipi s'anomena simplement la Torre (1 085 m) i s'assenta en un coster que domina la confluència del torrent de la Vall amb la riba de Vilacarle. a la solana hi ha una vintena de cases escampades, amb 19 h. (28 el 1981). En la part més elevada de la població hi ha restes de l'antiga església parroquial que, com l'actual, era dedicada a Sant Abdó i Sant Senén. Aquesta església vella sembla que era romànica (resta l'arrencada de la volta al mur meridional i part del de tramuntana). En la parròquia actual de Sant Abdó i Sant Senén es conserva una pica procedent de l'església vella. Al poble hi ha també la capella romànica de Santa Brígida. El lloc fou del monestir de Santa Maria d'Ovarra.
A l'esquerra de la riba de Vilacarle, assentat a la solana del Montet, hi ha el poble de Vilacarle o Vilacarli (940 m) 30 h (38 el 1981). Vilacarle de nom germànic, fou el centre històric del municipi, darrerament desplaçat per la Torre. Al segle XI hi havia una comunitat monàstica. L'església parroquial de Santa Maria de Vilacarle, d'origen romànic, ha estat reformada; d'antic, es conserva la part inferior del campanar de torre. prop del poble de Vilacarle hi ha el despoblat i mas de Santa Nulla, amb la capella de Sant Vicenç.

## Entitats de població
El fogatjament de 1385 hi registra 12 focs; el del 1495, 37. El 1860 hi havia 474 h i el 1900, 305. El 1920 n'hi havia 337, 375 el 1930 i 418 el 1940. El 1960 n'hi havia 395, 210 el 1970, 157 el 1975 i 123 el 1981. O sigui una davallada constant.
- Tor-la-Ribera (les Cases de Tor-la-Ribera).[6] Situat a 1.085 metres, actualment té 19 habitants, i a prop del poble hi ha 8 habitants més disseminats. La temperatura mitjana anual és de 10,5° i la precipitació anual, 800 mm.[7]
- Brallans.[8] Està situat a 1.380 metres d'altitud, sota el Tossal del Far de 1.401 metres i sobre el barranc de la Llera. Té actualment 7 habitants.
- Santanulla.[9]
- La Torre.[10]
- Vilacarle.[11] Està situat a 940 metres d'altitud i té 25 habitants en el nucli del llogaret. Disseminat: 5 habitants més. Dins de la zona de Vilacarle trobem Magarrofes,[12] que és un nucli disseminat situat en un entorn de gran bellesa natural i té censats 7 habitants. També podem trobar el caseriu de Santa Nulla. L'agricultura i la ramaderia són la base de l'economia de Vilacarle.
- Les Viles de Turbó.[13] Situat a una altitud de 1.437 metres, el llogaret està al costat d'una font termal que emana a 9 graus. Famós per les seves aigües mineromedicinals. La població actual és de 36 habitants. Destaquen en la seva part antiga cases annexes per una arcada com casa Saura i el Nogueret.
- Cercuran.[14]
- Sant Aventí.[15] Paratge de gran bellesa paisatgística. Actualment té 1 habitant censat.
- Visalibons.[16] Està situat a 1.040 metres d'altitud i actualment té 14 habitants. Posseeix una església parroquial d'origen romànic encara que bastant reformada, i proper al poble s'alça l'ermita de Sant Sadurní.

## Imatges

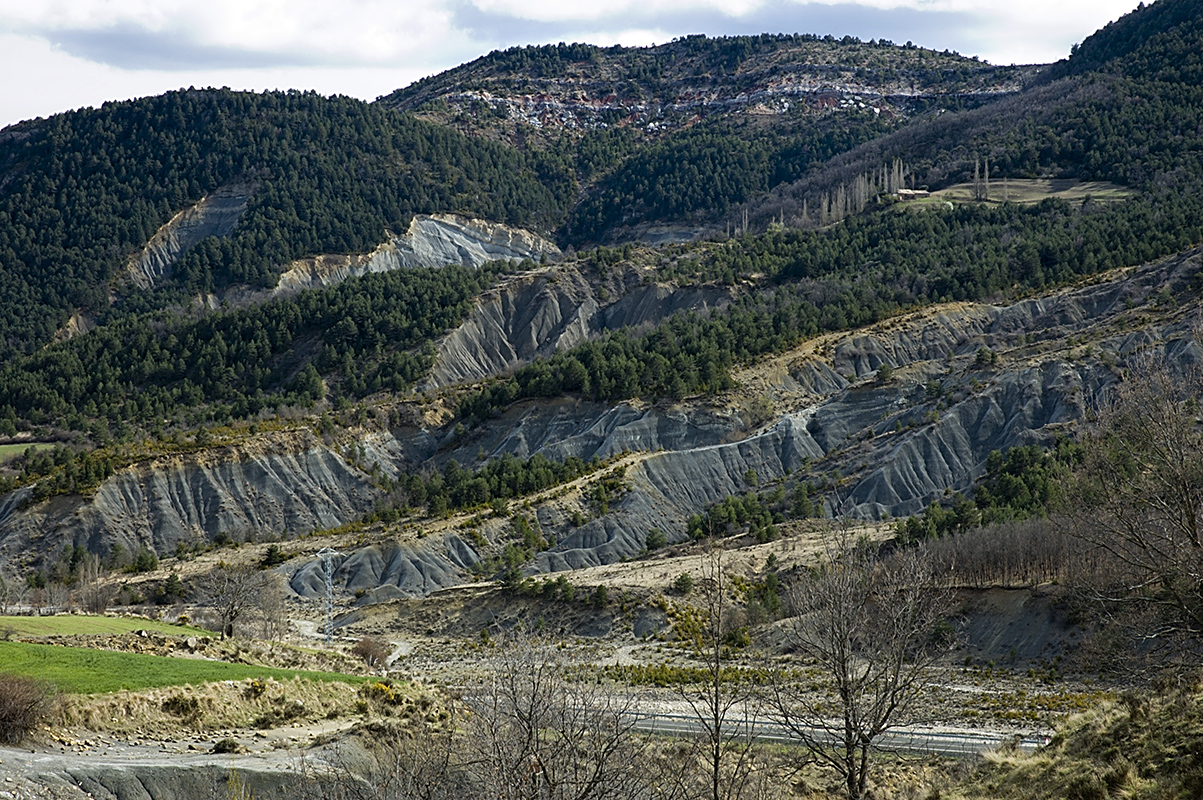
Margues a l'obaga de la Serra del Jordal, sota La Quadreta i el riu de Vilacarle (Prepirineus)
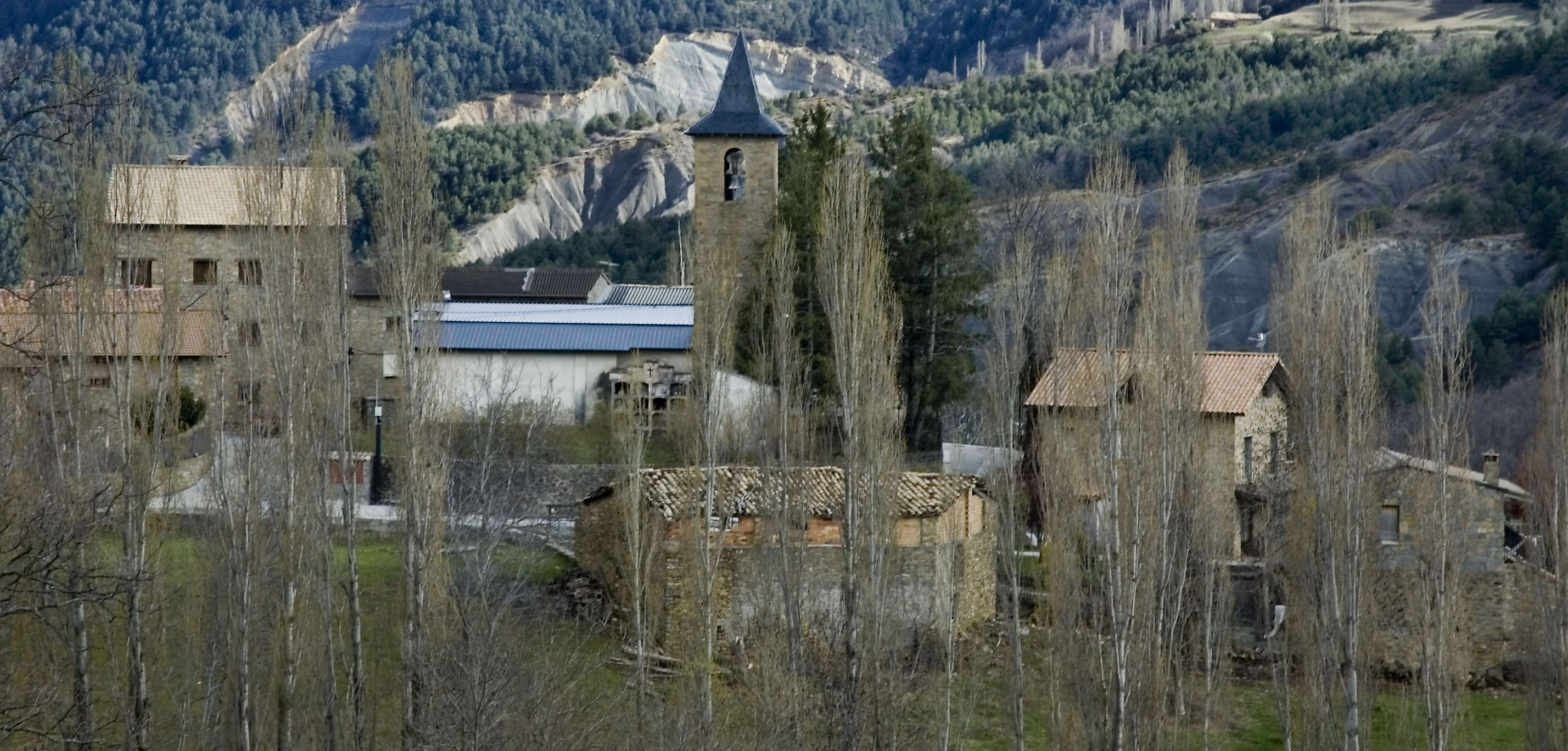
Vilacarle, (Tor-la-ribera)
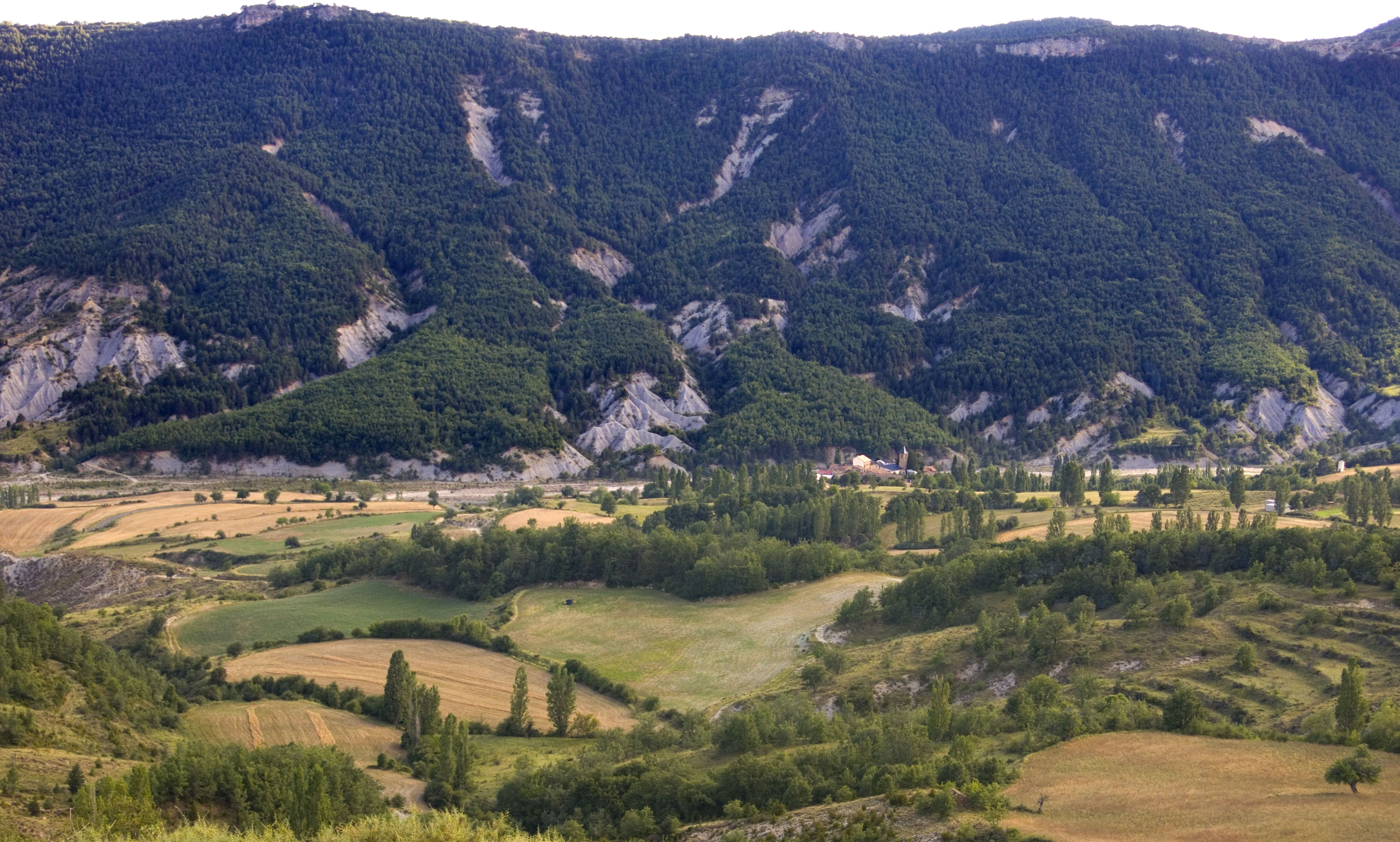
Municipi de Tor-la-ribera
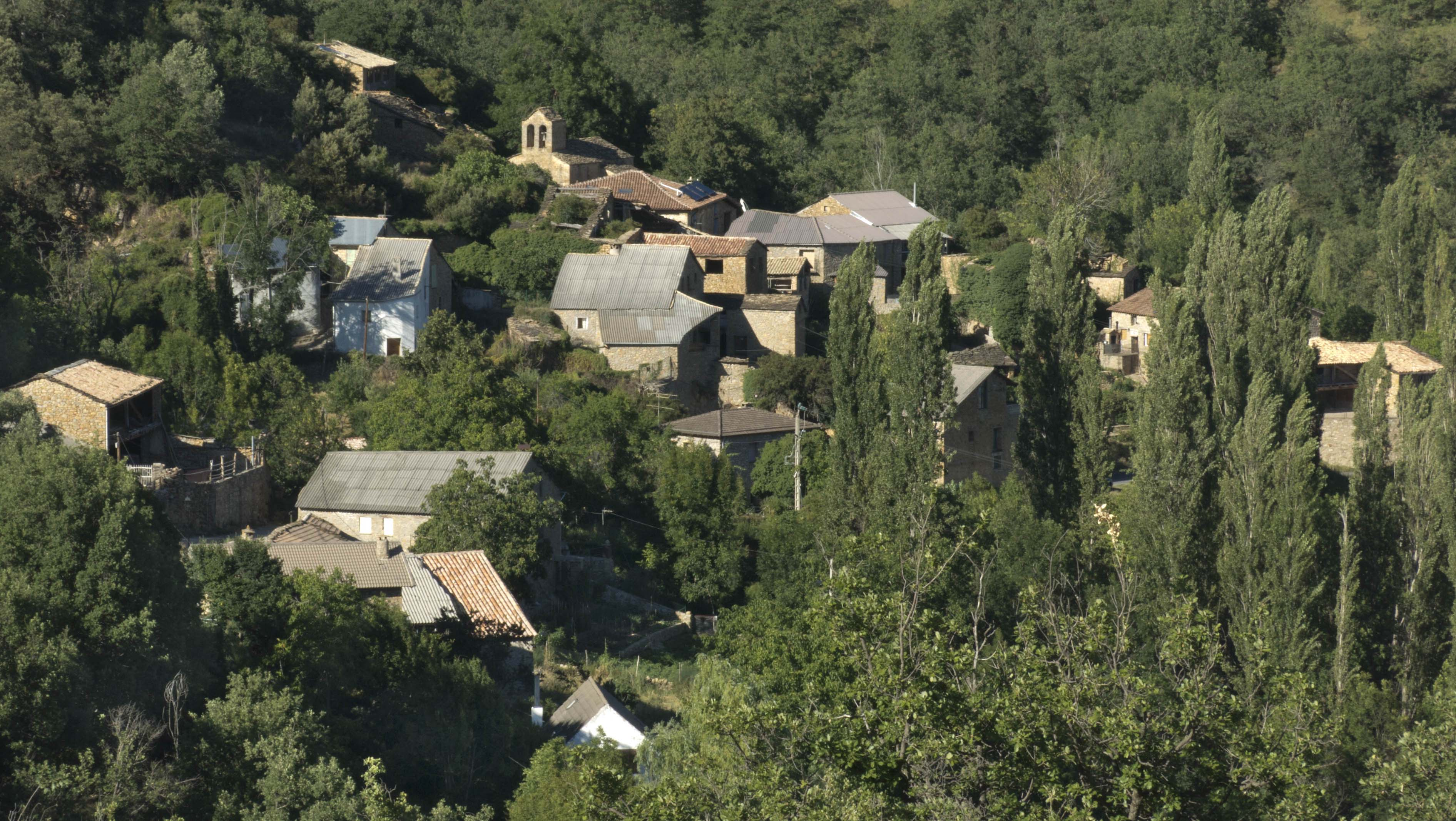
Visalibons (Baixa Ribagorça)